# EPrix van Monte Carlo 2017
De ePrix van Monte Carlo 2017 werd gehouden op 13 mei 2017 op het Circuit de Monaco. Het was de vijfde race van het seizoen.
De race werd gewonnen door Sébastien Buemi voor het team Renault e.Dams. Lucas di Grassi behaalde een tweede plaats voor zijn team ABT Schaeffler Audi Sport en Mahindra Racing Formula E Team-coureur Nick Heidfeld maakte het podium compleet.

## Kwalificatie
| Pos               | No | Coureur                | Team                           | Q1       | Q2     | Grid |
| ----------------- | -- | ---------------------- | ------------------------------ | -------- | ------ | ---- |
| 1                 | 9  | Sébastien Buemi        | Renault e.Dams                 | 53.413   | 53.313 | 1    |
| 2                 | 11 | Lucas di Grassi        | ABT Schaeffler Audi Sport      | 53.556   | 53.550 | 2    |
| 3                 | 3  | Nelson Piquet jr.      | NextEV NIO                     | 53.421   | 53.606 | 3    |
| 4                 | 25 | Jean-Éric Vergne       | Techeetah                      | 53.286   | 53.756 | 4    |
| 5                 | 5  | Maro Engel             | Venturi Formula E Team         | 53.397   | 55.013 | 5    |
| 6                 | 19 | Felix Rosenqvist       | Mahindra Racing Formula E Team | 53.609   |        | 6    |
| 7                 | 37 | José María López       | DS Virgin Racing               | 53.666   |        | 7    |
| 8                 | 23 | Nick Heidfeld          | Mahindra Racing Formula E Team | 53.687   |        | 8    |
| 9                 | 66 | Daniel Abt             | ABT Schaeffler Audi Sport      | 53.725   |        | 9    |
| 10                | 2  | Sam Bird               | DS Virgin Racing               | 53.729   |        | 10   |
| 11                | 4  | Stéphane Sarrazin      | Venturi Formula E Team         | 53.846   |        | 11   |
| 12                | 6  | Loïc Duval             | Faraday Future Dragon Racing   | 53.929   |        | 20   |
| 13                | 27 | Robin Frijns           | MS Amlin Andretti              | 54.034   |        | 12   |
| 14                | 33 | Esteban Gutiérrez      | Techeetah                      | 54.097   |        | 13   |
| 15                | 20 | Mitch Evans            | Panasonic Jaguar Racing        | 54.115   |        | 14   |
| 16                | 88 | Oliver Turvey          | NextEV NIO                     | 54.522   |        | 15   |
| 17                | 28 | António Félix da Costa | MS Amlin Andretti              | 54.631   |        | 16   |
| 18                | 47 | Adam Carroll           | Panasonic Jaguar Racing        | 55.031   |        | 17   |
| 19                | 8  | Nicolas Prost          | Renault e.Dams                 | 55.081   |        | 18   |
| 110% tijd: 58.615 |    |                        |                                |          |        |      |
| 20                | 7  | Jérôme d'Ambrosio      | Faraday Future Dragon Racing   | 1:00.636 |        | 20   |

## Race
| Pos | No | Coureur                | Team                           | Rondes | Tijd/Oorzaak uitval | Grid | Punten |
| --- | -- | ---------------------- | ------------------------------ | ------ | ------------------- | ---- | ------ |
| 1   | 9  | Sébastien Buemi        | Renault e.Dams                 | 51     | 51:05.488           | 1    | 28     |
| 2   | 11 | Lucas di Grassi        | ABT Schaeffler Audi Sport      | 51     | +0.320              | 2    | 18     |
| 3   | 23 | Nick Heidfeld          | Mahindra Racing Formula E Team | 51     | +13.678             | 8    | 15     |
| 4   | 3  | Nelson Piquet jr.      | NextEV NIO                     | 51     | +19.074             | 3    | 12     |
| 5   | 5  | Maro Engel             | Venturi Formula E Team         | 51     | +19.518             | 5    | 10     |
| 6   | 19 | Felix Rosenqvist       | Mahindra Racing Formula E Team | 51     | +19.599             | 6    | 8      |
| 7   | 66 | Daniel Abt             | ABT Schaeffler Audi Sport      | 51     | +20.430             | 9    | 6      |
| 8   | 33 | Esteban Gutiérrez      | Techeetah                      | 51     | +32.295             | 13   | 4      |
| 9   | 8  | Nicolas Prost          | Renault e.Dams                 | 51     | +35.667             | 18   | 2      |
| 10  | 20 | Mitch Evans            | Panasonic Jaguar Racing        | 51     | +38.410             | 14   | 1      |
| 11  | 28 | António Félix da Costa | MS Amlin Andretti              | 51     | +1:08.330           | 16   |        |
| 12  | 27 | Robin Frijns           | MS Amlin Andretti              | 51     | +1:14.053           | 12   |        |
| 13  | 88 | Oliver Turvey          | NextEV NIO                     | 50     | +1 ronde            | 15   |        |
| 14  | 20 | Adam Carroll           | Panasonic Jaguar Racing        | 50     | +1 ronde            | 17   |        |
| 15  | 4  | Stéphane Sarrazin      | Venturi Formula E Team         | 49     | +2 ronden           | 11   |        |
| DNF | 37 | José María López       | DS Virgin Racing               | 43     | Uitgevallen         | 8    |        |
| DNF | 7  | Jérôme d'Ambrosio      | Faraday Future Dragon Racing   | 43     | Uitgevallen         | 19   |        |
| DNF | 6  | Loïc Duval             | Faraday Future Dragon Racing   | 32     | Uitgevallen         | 20   |        |
| DNF | 2  | Sam Bird               | DS Virgin Racing               | 36     | Uitgevallen         | 10   | 1      |
| DNF | 25 | Jean-Éric Vergne       | Techeetah                      | 20     | Ongeluk             | 4    |        |

## Standen na de race

### Coureurs
| Positie | Rijder           | Team                      | Punten |
| ------- | ---------------- | ------------------------- | ------ |
| 1       | Sébastien Buemi  | Renault e.Dams            | 104    |
| 2       | Lucas di Grassi  | ABT Schaeffler Audi Sport | 89     |
| 3       | Nicolas Prost    | Renault e.Dams            | 48     |
| 4       | Jean-Éric Vergne | Techeetah                 | 40     |
| 5       | Sam Bird         | DS Virgin Racing          | 34     |

### Constructeurs
| Positie | Team                           | Punten |
| ------- | ------------------------------ | ------ |
| 1       | Renault e.Dams                 | 152    |
| 2       | ABT Schaeffler Audi Sport      | 115    |
| 3       | Mahindra Racing Formula E Team | 60     |
| 4       | Techeetah                      | 45     |
| 5       | DS Virgin Racing               | 44     |